# Hans Haunold
Johann „Hans“ Haunold (* um 1445; † 21. März 1506 in Breslau, Fürstentum Breslau) war ein schlesischer Großhändler, Ratsherr von Breslau und Landeshauptmann des böhmischen Erbfürstentums Breslau.

## Leben
Haunold war ein Sohn des Breslauer Großhändlers, Ratsherrn und Gutsbesitzers Valentin Haunold (1413/14–1465), Stammvater des Breslauer Haunold-Geschlechts, und dessen zweiter Ehefrau Agnes Tolbogen († nach 1481). Zudem war dieser ein Vertreter des Breslauer Widerstandes gegen den böhmischen König Georg von Podiebrad.
Haunold studierte 1457 an der Universität Krakau, wo er 1460 den akademischen Abschluss eines Baccalaureus erwarb. Später setzte er das Großhandelsunternehmen seines Vaters fort. Außerdem bewirtschaftete er seine Güter Strachwitz und Goldschmieden sowie das Dorf Pirscham, alle im Weichbild Breslau, Weigwitz bei Ohlau, Saara und eine Hälfte des Gutes Leuthen, bei Neumarkt sowie weiteren Grundbesitz. Er war Mitglied einer Breslauer Bergbaugewerkschaft und hatte ein Bergprivileg für das nordmährische Zuckmantel, außerdem war er am Bergbau in Kaltenstein in Ungarn beteiligt.
1475 bis zu seinem Tod war er Ratsherr in Breslau, ab 1491 wurde er mit Unterbrechungen siebenmal zum Ratspräses gewählt und als solcher zum Landeshauptmann des Erbfürstentums Breslau berufen. Er stand innerhalb des Breslauer Rats einer antiklerikalen Partei vor und war ein Freund des in Deutschland aufkommenden Humanismus. Innerhalb des Breslauer Humanistenkreises entstand bald der Wunsch, in Konkurrenz zur Universität Krakau auch in Breslau eine Universität zu gründen. Haunold wurde zum Wortführer dieser Idee, unterstützt vom Stadtschreiber Georg Morenberg. Haunold erlebte zwar noch die Unterzeichnung des offiziellen Stiftungsbriefes (20. Juli 1505) durch den böhmischen Landesherrn König Vladislav II. von Böhmen, doch durch seinen baldigen Tod (1506) und den dadurch erneut erstarkenden Widerstand der Kirche sowie des Polenkönigs Alexander verzögerte sich die Realisierung.
Der Breslauer Fürstbischof Johann IV. Roth, obwohl sein Partner auf dem Weg zur Universitätsgründung, hatte Haunold wohl wegen seines erbitterten Widerstands gegen die Kirche und wohl auch wegen seines starken Charakters, einen „Tyrannen“ genannt. Joachim Cureus bezeichnete Haunold in seiner schlesischen Chronik als „einen fürtrefflichen, vernünftigen und verständigen Mann, der sich um sein Vaterland und ganz Schlesien sehr wohl verdient gemacht hatte und ein rechter Vater des Vaterlandes gewesen sei“.
Seit 1478 war Haunold mit Hedwig Ungeraten (* um 1455/60), einer Tochter des Gutsbesitzers Matthias Ungeraten († nach 1478) und der Katharina Pförtner von der Hölle verheiratet. Der Ehe entstammten zwei Söhne und eine Tochter.